# Bâtiment de la maison Sokol de Šabac
Le bâtiment de la maison Sokol de Šabac (en serbe cyrillique : Зграда Соколског дома у Шапцу ; en serbe latin : Zgrada Sokolskog doma u Šapcu) se trouve à Šabac, dans le district de Mačva, en Serbie. Il est inscrit sur la liste des monuments culturels protégés de la république de Serbie (identifiant no SK 2041),,,.

## Présentation
Le bâtiment de la maison Sokol, situé à l'angle des rues Koste Abraševića et Miloša Obilića, a été construit entre 1930 et 1934 selon un projet de l'ingénieur Ante Gašparac pour les besoins du mouvement Sokol serbe dont l'activité principale était la diffusion de la culture sportive et de l'esprit sportif à travers des exercices de gymnastique. La « Société de gymnastique et de lutte » (en serbe : Društvo za gimnastiku i borenje) a été fondée en 1882 à l'initiative du professeur du lycée de Šabac Mihailo Ruvidić en tant que première association sportive ; cette association est devenue la « Société de gymnastique Soko », qui a fonctionné jusqu'à la Seconde Guerre mondiale. L'idée de construire une Sokolana (une maison Soko) a été réalisée grâce à des contributions volontaires de citoyens et à une dotation de la municipalité de Šabac et de l'État.
D'aspect monumental et de plan rectangulaire, il est constitué d'une façade d'angle avec un rez-de-chaussée et deux étages, tandis qu'une aile très allongée et bien distincte est formé d'un espace sur deux niveaux abritant une salle de sport,.
L'accent est mis sur la partie angulaire qui dispose d'un portail principal et d'un escalier ; l'alternance des parties en saillie et en creux en rythment la façade.
L'absence de décoration plastique ou encore le toit plat de la partie angulaire donnent au bâtiment un style « moderne » que l'on retrouve à Šabac dans les années 1930 et 1940.

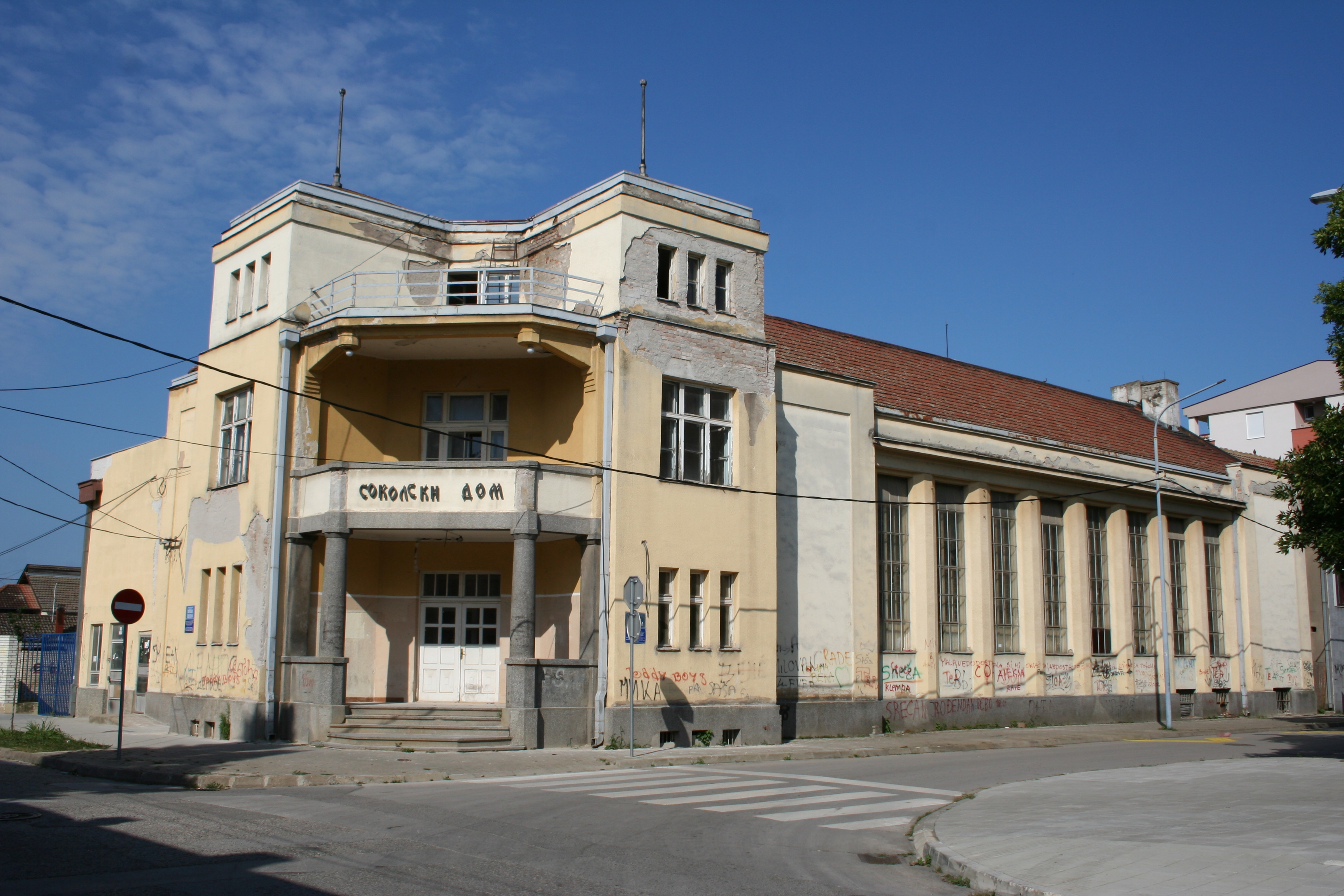
Autre vue du bâtiment.